# Zora Bútorová

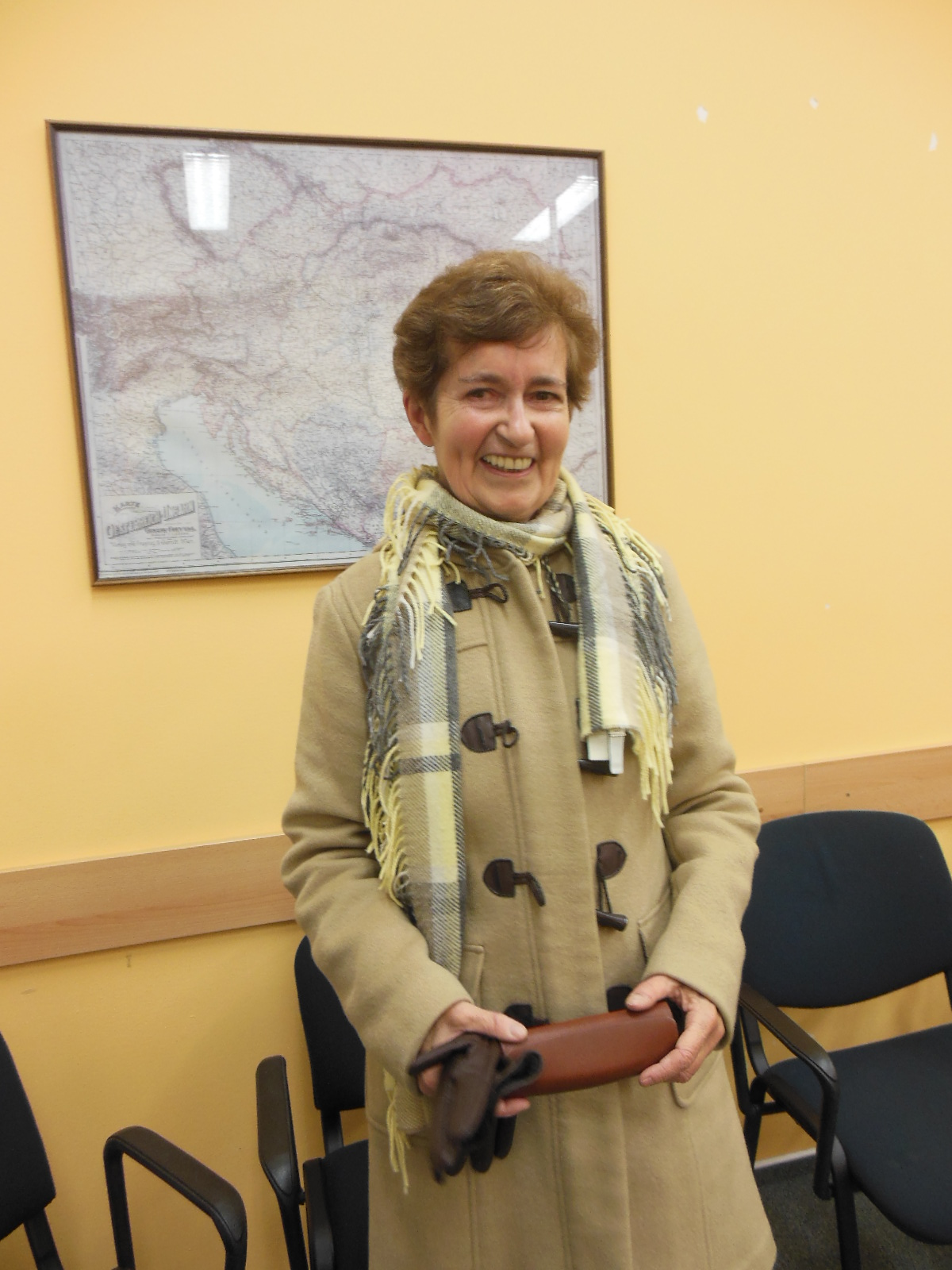
Zora Bútorová, 2017

Zora Bútorová (* 1949) ist eine slowakische Soziologin, die seit 2003 als Analytikerin am Institut für öffentliche Angelegenheiten arbeitet, das sie mitbegründet hat. Zuvor arbeitete sie an der Comenius-Universität und der Slowakischen Akademie der Wissenschaften. Seit 1990 erforscht sie die politische Kultur und Einstellung der Bevölkerung gegenüber verschiedenen Aspekten der Transformation der Gesellschaft. Seit Mitte der neunziger Jahre untersucht sie auch Veränderungen im Leben von Frauen und Gleichstellung in der Slowakei nach dem Fall des Kommunismus.

## Ausbildung und frühere Karriere
Im Jahr 1972 absolvierte sie die Philosophische Fakultät der Comenius-Universität Bratislava als Diplom-Soziologin. Danach arbeitete sie als Forscherin am tschechoslowakischen Forschungsinstitut für Arbeit und Soziales, von 1976 bis 1982 am Forschungsinstitut für Lebensstandard. 1975 hat sie das Doktorstudium abgeschlossen. Von 1983 bis 1990 arbeitete sie als Forscherin im Kabinett für Wissenschaftstheorie und Prognose der Slowakischen Akademie der Wissenschaften. Anschließend arbeitete sie im Zentrum für die Erforschung sozialer Probleme bei Öffentlichkeit gegen Gewalt. 1990 nahm sie wieder die Arbeit am Institut für Sozialanalyse der Comenius-Universität auf.

## Spätere Karriere
1997 hat sie das Institut für öffentliche Angelegenheiten mitbegründet. Zunächst war sie als Direktorin des Instituts tätig, seit 1999 als externe Analytikerin und seit 2003 als Analytikerin. Von 2000 bis 2001 absolvierte sie einen Studienaufenthalt am Internationalen Forum für Demokratiestudien der Nationalen Stiftung für Demokratie in Washington. Sie unterrichtet an der Universität von Trnava.

## Auszeichnungen
- 2012 erhielt sie von Miroslav Lajčák die Auszeichnung des Außenministers für „einen bedeutenden Beitrag im Bereich des Schutzes der Rechte älterer Menschen“.[4]

- 2013 wurde sie zusammen mit den Co-Autoren des Buches Woher und wohin. Zwanzig Jahre der Unabhängigkeit mit dem Dominika-Tatarka-Preis ausgezeichnet.[5]